# Bryan Cabezas
Bryan Alfredo Cabezas Segura (ur. 20 marca 1997 w Quevedo) – ekwadorski piłkarz występujący na pozycji lewego skrzydłowego, reprezentant Ekwadoru, od 2024 roku zawodnik argentyńskiego Sarmiento.

## Kariera klubowa
Cabezas pochodzi z miasta Quevedo i jest wychowankiem tamtejszej szkółki juniorskiej Segundo Hoyos Jácome. Przez cztery miesiące terminował w wyspecjalizowanej w szkoleniu młodzieży półamatorskiej drużynie CS Norte América, po czym trafił do występującego w najwyższej klasie rozgrywkowej i nastawionego głównie na promowanie juniorów klubu Independiente del Valle z siedzibą w Sangolquí. Do pierwszej drużyny trafił już w wieku piętnastu lat za kadencji szkoleniowca Pablo Repetto, w ekwadorskiej Serie A debiutując 15 grudnia 2012 w przegranym 0:1 spotkaniu z LDU Loja. Przez pierwsze dwa lata pozostawał wyłącznie rezerwowym ekipy – w sezonie 2013 zdobył z Independiente tytuł wicemistrza Ekwadoru, lecz nie zanotował wówczas żadnego występu. Premierowego gola w lidze strzelił 16 lutego 2015 w przegranej 1:2 konfrontacji z Barceloną. Bezpośrednio po tym mimo zaledwie osiemnastu lat został kluczowym graczem zespołu, zaś w 2016 roku osiągnął z ekipą Repetto jeden z największych sukcesów w historii ekwadorskiej piłki – niespodziewanie dotarł do finału rozgrywek Copa Libertadores. Sam dzięki świetnym występom na lewym skrzydle, szybkości i ponadprzeciętnej technice zyskał sobie miano jednego z największych talentów w Ameryce Południowej.
W lipcu 2016 Cabezas przeszedł do włoskiej Atalanty BC. W Serie A zadebiutował 15 kwietnia 2017 w zremisowanym 1:1 meczu z Romą.
W lipcu 2017 został wypożyczony na rok do greckiego Panathinaikosu.

## Kariera reprezentacyjna
W kwietniu 2013 Cabezas został powołany przez Javiera Rodrígueza do reprezentacji Ekwadoru U-17 na Mistrzostwa Ameryki Południowej U-17. Na argentyńskich boiskach miał niepodważalne miejsce w wyjściowym składzie i rozegrał wszystkie cztery możliwe spotkania w pełnym wymiarze czasowym, lecz Ekwadorczycy odpadli z turnieju już w pierwszej rundzie i nie zdołali zakwalifikować się na Mistrzostwa Świata U-17 w ZEA.
W styczniu 2017 Cabezas znalazł się w ogłoszonym przez Rodrígueza składzie reprezentacji Ekwadoru U-20 na Mistrzostwa Ameryki Południowej U-20. Jako kluczowy piłkarz poprowadził swoją kadrę – wówczas gospodarza turnieju – do zajęcia przełomowego, najwyższego w historii swoich występów na „Sudamericano” drugiego miejsca. Sam okazał się natomiast jedną z największych gwiazd rozgrywek, zagrał we wszystkich możliwych dziewięciu meczach od pierwszej minuty i strzelił pięć bramek – w pierwszej rundzie z Kolumbią (4:3) oraz w rundzie finałowej z Wenezuelą (2:4), Argentyną (3:0) i dwukrotnie z Kolumbią (3:0), co dało mu tytuł króla strzelców tych mistrzostw. Trzy miesiące później został powołany na Mistrzostwa Świata U-20 w Korei Płd, gdzie rozegrał wszystkie trzy mecze w wyjściowym składzie i strzelił dwa gole w konfrontacji z USA (3:3). Ekwadorczycy spisali się jednak kiepsko – nie zanotowali żadnego zwycięstwa i odpadli z młodzieżowego mundialu już w fazie grupowej.
W seniorskiej reprezentacji Ekwadoru Cabezas zadebiutował za kadencji selekcjonera Gustavo Quinterosa, 22 lutego 2017 w wygranym 3:1 meczu towarzyskim z Hondurasem.